# Renaissance Center

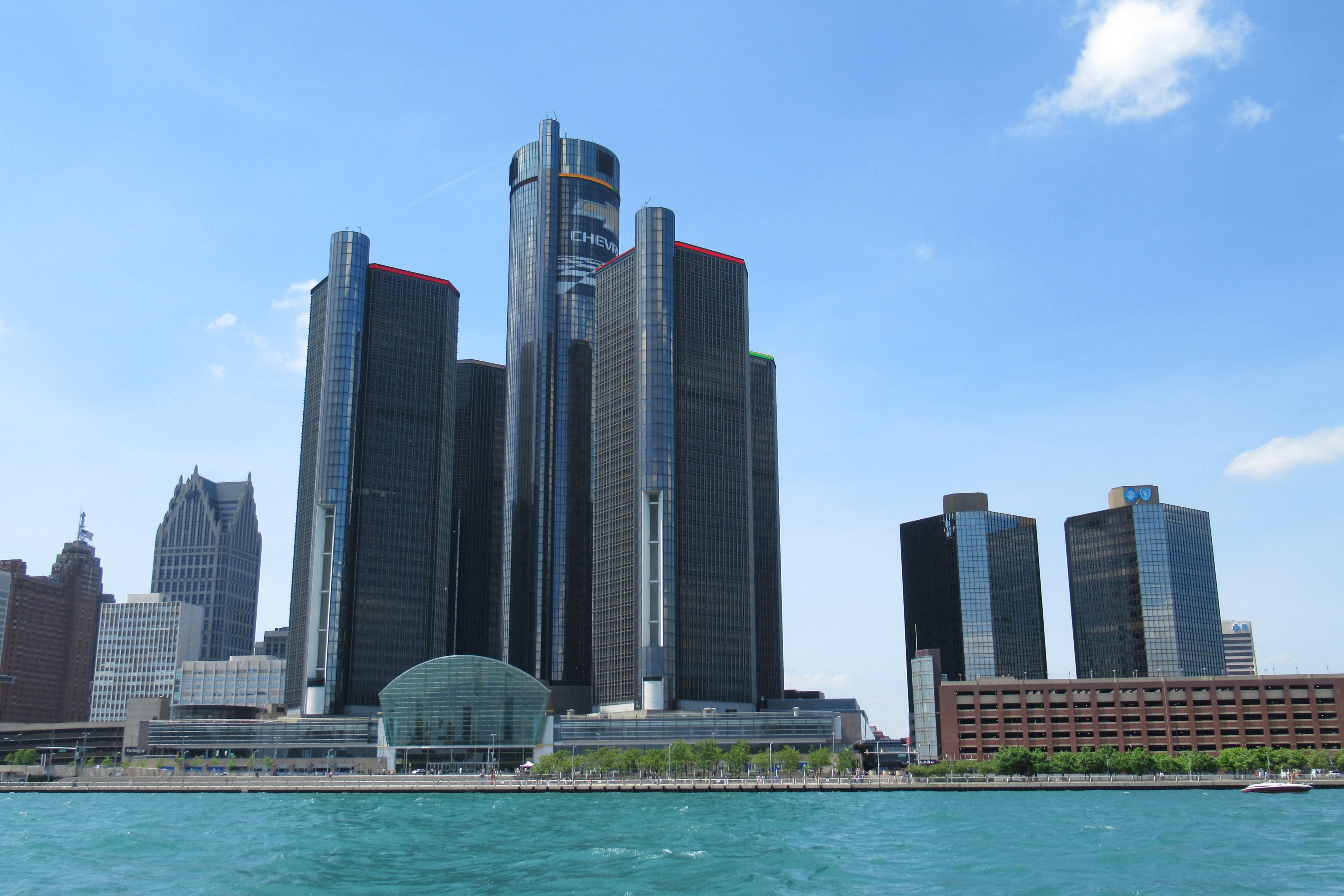
GM Renaissance Center, Mai 2022

Das Renaissance Center, auch kurz „RenCen“ genannt, ist mit 221 m das höchste Gebäude von Detroit.
Die von John C. Portman, Jr. entworfene Gebäudegruppe besteht aus fünf separaten Türmen, wobei der mittlere herausragt. Die vier flankierenden Türme sind jeweils 159,2 m hoch. Das Ensemble wurde im Jahr 1977 eröffnet, die Büroflächen wurden 1981 übergeben.
Das Renaissance Center beherbergt neben der Weltkonzernzentrale von General Motors auch mit einem Marriott-Hotel im Mittelturm das zweithöchste Hotel (222 m, 72 Etagen) der USA. Der Komplex steht direkt am Detroit River und ermöglicht eine Aussicht auch auf Windsor (Ontario), die gegenüberliegende südlichste Stadt Kanadas. In der Penthouseetage des Mittelturms befindet sich das Nobel-Drehrestaurant „Coach Insignia“. In den unteren Etagen befindet sich eine offene Halle, die alle fünf Türme miteinander verbindet und Restaurants, Boutiquen sowie eine ständig wechselnde Ausstellung der jeweils aktuellen GM-Automobile enthält.
Die zwei zur Stadt hin orientierten Türme tragen die Hausnummern 100 und 200, die zum Fluss hin orientierten die Hausnummern 300 und 400, der zentrale höchste Turm die Nummer 500.

## Architektur

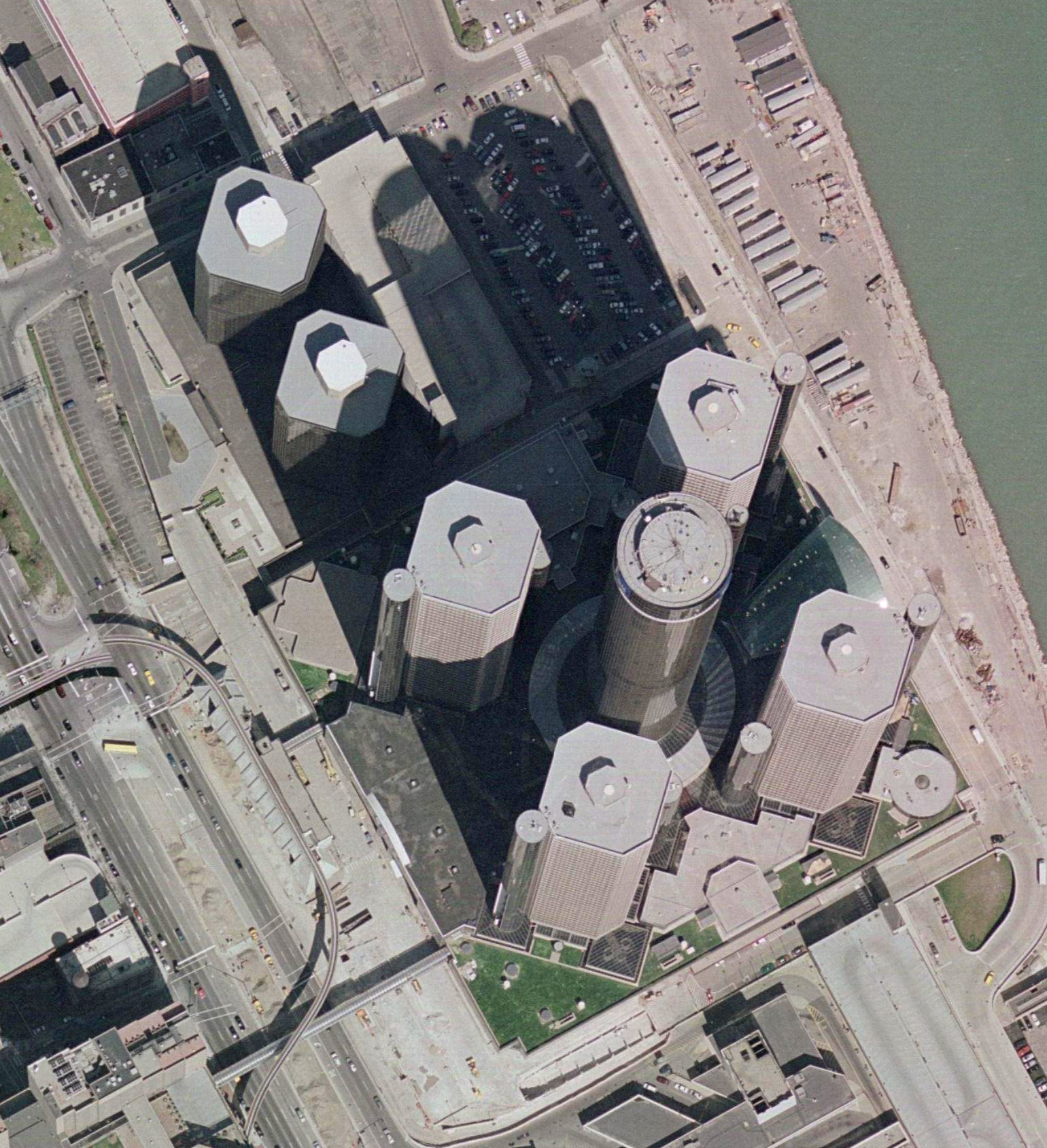
Renaissance Center im Luftbild, rechts Detroit River, 2002

Der Entwurf von John Portman Jr. steht in gewisser Weise in der Tradition der von den Detroiter Automobilkonzernen umrissenen Zukunftsvisionen, wie etwa der Futurama-Ausstellung von Norman Bel Geddes, den Beiträgen zu den Weltausstellungen in New York des späteren RenCen-Besitzers GM. Im Unterschied dazu zeichnet das Gebäude aber keine Utopie, sondern verfolgt vielmehr das Ziel einer Restauration (Renaissance) besserer Tage, in diesem besonderen Fall der Stadt Detroit und der eng mit ihr verbundenen Automobilindustrie. Die Architektur bedient sich dabei nicht offensichtlich historisierender Gestaltungsmerkmale, sondern vermittelt mit ihrem hohen Anteil an hochwertig ausgeführtem Sichtbeton und High-Tech-Glaselementen vor allem im großzügigen Atrium, dem Herzstück des Komplexes, ein durchaus progressiv gerichtetes Bild.
Bereits während des Baus wurde allerdings der hermetische Charakter des Entwurfs stark kritisiert. Eine Maxime des Architekten bezüglich des Entwurfs hieß z. B. City within a City. So wurden die mächtigen Betonkonstruktionen auf der Baustelle von vielen als Versuch interpretiert, eine Trutzburg der Reichen gegen die Armen zu errichten.

## Geschichte
Nach der Rebellion von 1967 lag Detroit moralisch am Boden. Auch wirtschaftlich stagnierte die Motor City. 1970 beschloss eine Gruppe Geschäftsmännern um Henry Ford II, die Ford Development, der Stadt wieder einen wirtschaftlichen Impuls zu geben. Im November 1971 verkündete die Gruppe schließlich den Bau eines 500 Mio. Dollar teuren Gebäudekomplexes nach den Plänen des Architekten John Portman Jr. Der Name für das Gebäude wurde in einem öffentlichen Wettbewerb gesucht, den der PR-Agent Roger Lennert für sich entschied. Zu den Investoren, die dem Projekt beitraten, gehörten unter anderem General Motors, Chrysler und die Budd Company.
Die ersten Büros bezogen das Gebäude 1976. GM-Geschäftsführer Henry L. Duncombre prophezeite zu diesem Zeitpunkt angesichts der durch das Projekt ausgelösten Euphorie, ein Ende des wirtschaftlichen Niedergangs und des Bevölkerungsschwunds in Detroit. Am 15. April 1977 wurde das Renaissance Center von Henry Ford II und dem damaligen Detroiter Bürgermeister Coleman Young offiziell eröffnet. Jimmy Carter, zu dieser Zeit US-Präsident, richtete ein Grußtelegramm an die Festgesellschaft, der u. a. auch Elio Gabbuggiani, der Bürgermeister von Florenz, der Partnerstadt Detroits und der Wiege der Renaissance beiwohnte. Gabbuggiani hatte Mühe bei der Feierlichkeit anwesend zu sein, als Kommunist wurde ihm ein Visum von den US-Behörden zunächst verwehrt. Zur Unterhaltung der geschlossenen Gesellschaft wurde für den Abend der Entertainer Bob Hope engagiert. Im Jahr 1980 veranstaltete die Republikanische Partei ihre National Convention mit dem Präsidentschaftskandidaten Ronald Reagan im Renaissance Center.
1981 wurden weitere Türme des Komplexes eröffnet. Die Bautätigkeiten waren damit zunächst beendet. Eine bereits 1978 von der Stadt Detroit in Auftrag gegebene Studie ging hart mit dem Renaissance Center ins Gericht. Einige Entwurfselemente wurden scharf kritisiert, so u. a. der sich von der Stadt abgrenzende Charakter der Architektur. Weiter wurde bemängelt, dass die Riverfront zu ihren Füßen nahezu gar nicht in das Konzept mit einbezogen wurde. Spätere Studien verwiesen etwa auf den hohen Leerstand der für Einzelhandel vorgesehenen Räumlichkeiten. Die Ausbauphase III, Wohntürme, wurde schließlich fallengelassen, als Detroit in den frühen 1980ern etwa 40 % weniger Einwohner im Central Business District zu verzeichnen hatte als 1970. Die Ford Company zog sich zu diesem Zeitpunkt immer mehr aus dem Projekt zurück, u. a. da der Finanzierungsplan des Gebäudekomplexes ein ums andere Mal umgestellt werden musste und zu scheitern drohte. 1987 wurde das Renaissance Center mit einer Station an den neueröffneten Peoplemover angeschlossen, einem weiteren Projekt mit dem Ziel, Detroit neue Impulse zu geben. General Motors erwarb schließlich 1996 den gesamten Gebäudekomplex und ließ das Renaissance Center für 500 Mio. $ renovieren. Durch Skidmore, Owings and Merrill wurde u. a. der Festungscharakter des Eingangsgeschosses entschärft und das Sockelgeschoss um ein neues hohes Atrium erweitert. Das Gebäude trug seitdem das Logo des Konzerns weithin sichtbar an der Krone des höchsten Turms.
General Motors verfolgte ab 2024 öffentlich Pläne zum Umzug der Konzernzentrale aus dem Renaissance Center in den Wolkenkratzer-Neubau Hudson’s Detroit in der Innenstadt. Ein von den Architekturfirmen Gensler und James Corner Field Associates im Auftrag von General Motors und dem Immobilienentwickler Bedrock Detroit entwickeltes Konzept sieht erhebliche Umbauten vor, die das Renaissance Center zur Innenstadt und zur Promenade „Riverwalk“ am Flussufer öffnen sollen. Bedrock Detroit gehört zur Firma Rock Ventures des Detroiter Milliardärs Dan Gilbert, die seit den 2010er Jahren in eine Erneuerung der Innenstadt Detroits investiert hat. Nach Angaben von Bedrock stehen mit Stand 2025 fast 60 Prozent der Büroflächen und ein noch größerer Anteil der Einzelhandelsflächen im Renaissance Center leer. Die rund 511.000 Quadratmeter (5,5 Millionen Quadratfuß) Nutzfläche sollen durch Abriss der zwei flussnächsten Bürotürme, Hausnummern 300 und 400, verringert werden.

## Rezeption in der Populärkultur
Heute gilt das Renaissance Center als Symbol des gescheiterten Versuchs, den Niedergang Detroits zu bremsen, wenn es nicht gar Detroits Niedergang selbst symbolisiert. Während das Renaissance Center zwangsläufig in Verbindung mit Detroit erscheint, weisen darauf einige kritische Medienrepräsentationen des Renaissance Centers hin, wie etwa auf dem Cover von Eminems Album Recovery.
Auch Delta City, eine utopische Siedlung, die der Konzern OCP in Paul Verhoevens Robocop dem heruntergekommenen, von Gewalt und Kriminalität gebeutelten Old Detroit gegenüberstellt, kann als Anspielung auf die Renaissance-Idee des RenCen verstanden werden.

## Ausschlüsse und Platzverweise
Obwohl das Renaissance Center durch seine Gestalt und architektonische Organisation einen öffentlichen Raum suggeriert und beispielsweise die GM-Lobby weder baulich noch anderweitig von der großen Halle räumlich getrennt ist, kommt es immer wieder zu strikten Ausschlüssen und Platzverweisen. So fand 2009 die Premiere des Dokumentarfilms Kapitalismus: Eine Liebesgeschichte ohne den Regisseur und Produzenten des Films statt. Michael Moore, der das Kino des Renaissance Center für diese Veranstaltung gebucht hatte und zuvor jahrelang eine persönliche Fehde mit dem ehemaligen GM-Chairman Roger B. Smith in seinen Filmen thematisierte, bekam vom Renaissance Center kurzerhand Hausverbot. Am 18. November 2010 wurde die Kamera des deutschen Dirigenten und Filmemachers Christian von Borries, der bei den Feierlichkeiten zu GMs Rückkehr an der New Yorker Börse filmen wollte, im Renaissance Center sichergestellt. Er selbst wurde des Gebäudes verwiesen.

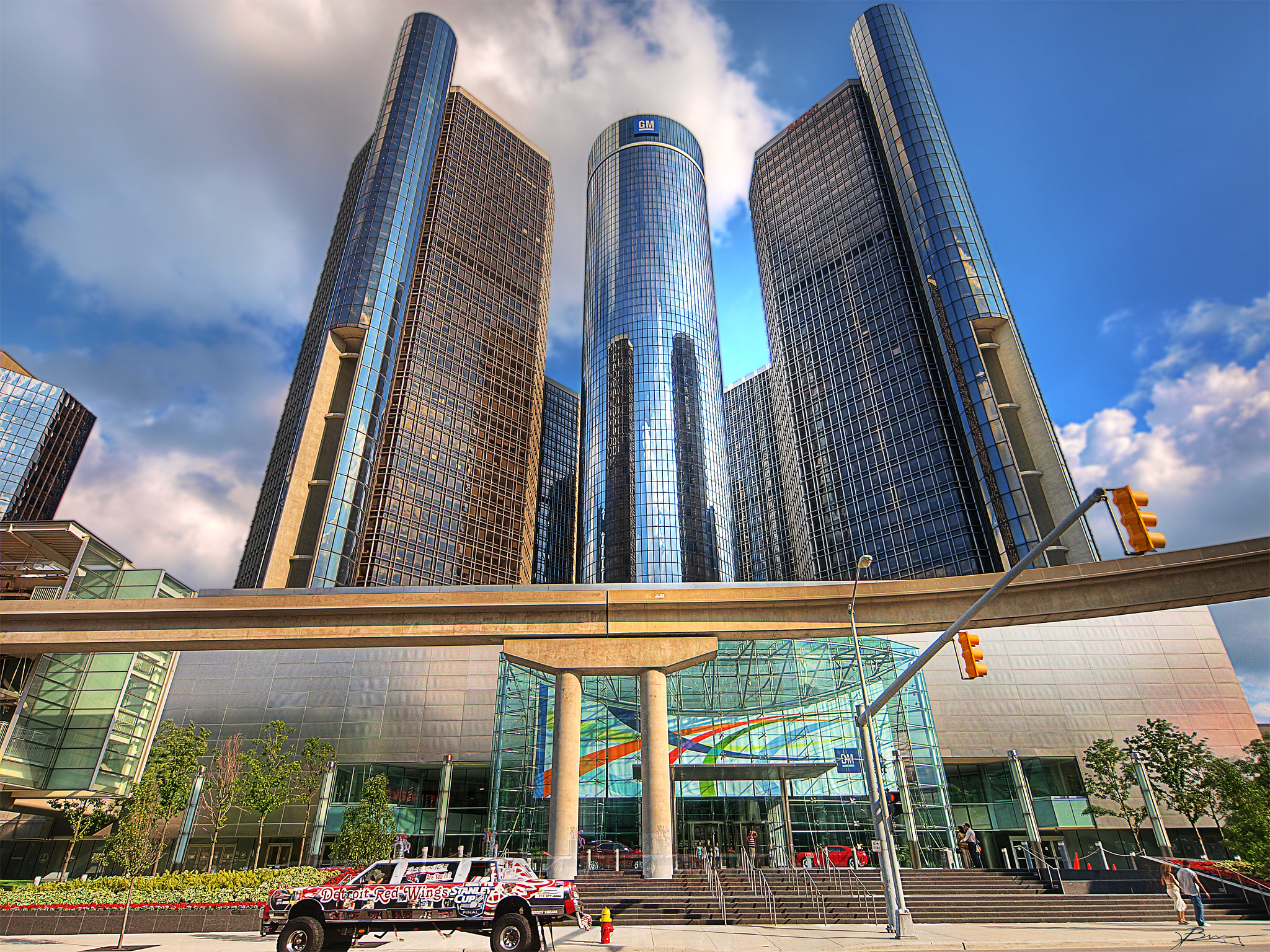
Renaissance Center von der Jefferson Avenue aus gesehen
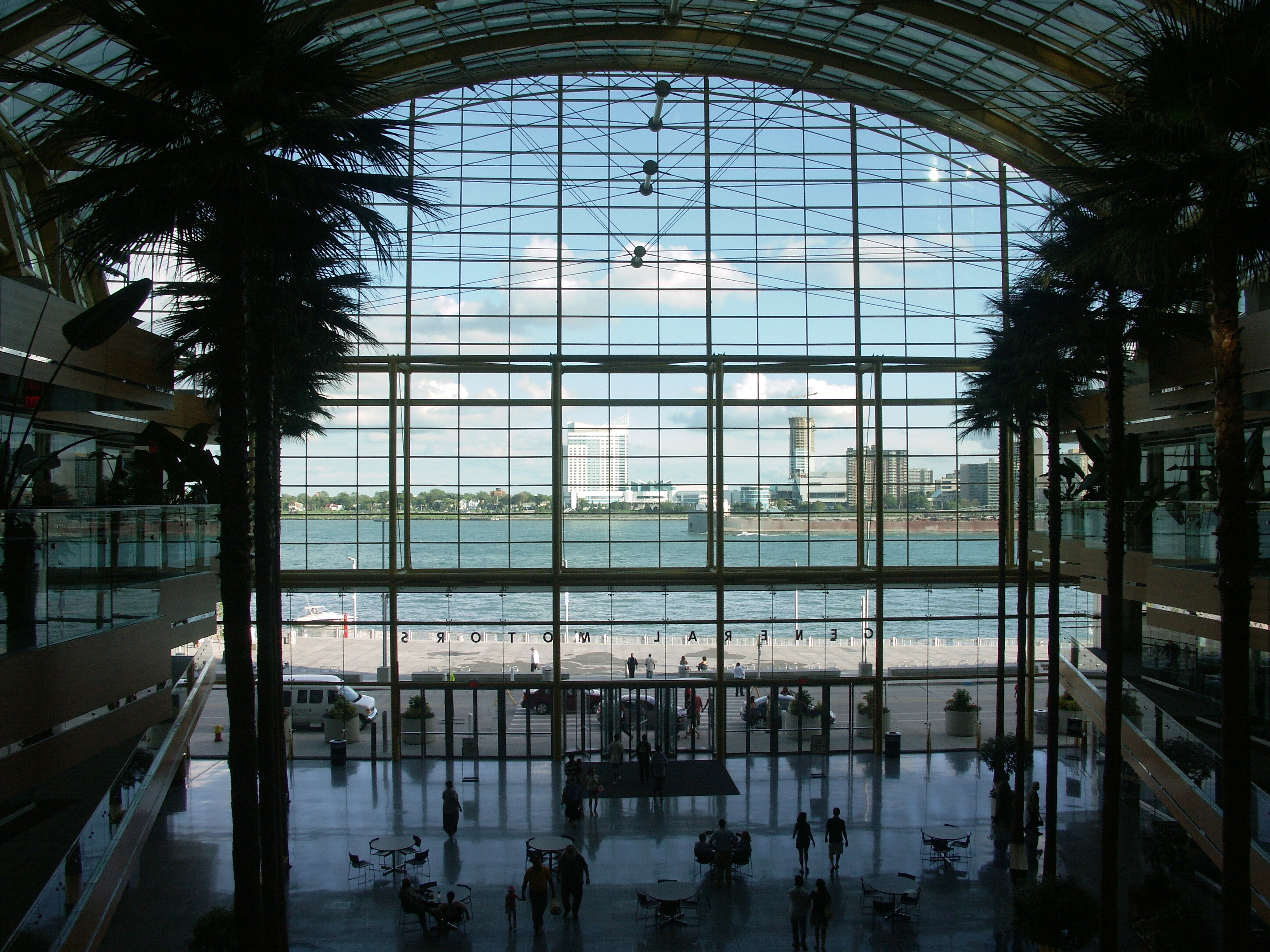
Detroit, Renaissance Center, Innenansicht